# Ланьшино
Ла́ньшино — деревня в Серпуховском районе Московской области. Входит в состав Липицкого сельского поселения. Население 6 человек (2006).

## Географическое положение
Ланьшино расположено в юго-западной части Серпуховского района Московской области, на правом берегу Оки, в двух километрах к северо-западу от пересечения границ Московской, Тульской и Калужской областей.

## Промышленность
Вблизи деревни расположен Ланьшинский карьер по добыче песка.

## Транспорт
Ланьшино связано автомобильной дорогой с твёрдым покрытием с соседними населёнными пунктами, входящими в состав Серпуховского муниципального района: Подмокловым, Лукьяновым в восточном направлении; с ближайшими посёлками и деревнями Тульской области: Ланьшинским карьером, Шеверневым, Волковичами в западном и южном направлениях; а также с трассой Крым.
Деревня соединяется с Серпуховом автобусным маршрутом № 28 автоколонны № 1790 Мострансавто.